# Maria Guyart-Martin
Maria Guyart-Martin, właśc. fr. Marie Guyart, znana jako Maria od Wcielenia, fr. Marie de l’Incarnation, zwana również Teresą Nowej Francji (ur. 28 października 1599 koło Tours, zm. 30 kwietnia 1672 w Quebecu w Kanadzie) – francuska zakonnica, mistyczka, misjonarka, założycielka urszulanek (OSU) w Nowej Francji, święta Kościoła rzymskokatolickiego.
Była córką piekarza Florenta Guyarta i Jeanne Michelet. W wieku 17 lat poślubiła Klaudiusza Martina (fr. Claude Martin), z którym miała syna urodzonego w 1619 roku, również Klaudiusza. Pół roku później owdowiała. W 1631 roku wstąpiła do zakonu urszulanek. Śluby zakonne złożyła w 1633 i przyjęła imię Maria od Wcielenia. W 1639 roku przybyła do Nowej Francji w Ameryce Północnej, gdzie rozwinęła działalność misyjną i charytatywną. W Quebecu założyła klasztor urszulanek (1641), którego została pierwszą przełożoną. Stąd prowadziła swoją działalność. Nauczyła się języka Irokezów i pracowała wśród Indian. Opracowała słowniki i katechizmy w języku Huronów.
Po śmierci została otoczona kultem i czczona przez Kościół w Qubecu jako święta. Jej relikwie znajdują się w założonym przez siebie klasztorze.
Na jej lokalny kult zezwolił papież Pius X 19 lipca 1911 roku. Nazywana jest Teresą Nowej Francji.
22 czerwca 1980 roku beatyfikacji dokonał Jan Paweł II. 3 kwietnia 2014 papież Franciszek włączył ją w poczet świętych poprzez kanonizację równoważną.
Jej wspomnienie liturgiczne obchodzone jest w dzienną pamiątkę śmierci (dawniej 27 lutego).